# Veronika Macarol
Veronika Macarol, née le 28 mars 1987, est une marin slovène qui participe notamment à l'épreuve de voile des Jeux olympiques en 2016.

## Palmarès
En 470, elle se classe 6e aux Jeux olympiques de 2016 et elle est également championne d'Europe de la discipline en 2015.